# Polyrhachis phalerata
Polyrhachis phalerata är en myrart som beskrevs av Menozzi 1926. Polyrhachis phalerata ingår i släktet Polyrhachis och familjen myror. Inga underarter finns listade i Catalogue of Life.